# Cercideae
A Cercideae a hüvelyesek (Fabales) rendjébe tartozó pillangósvirágúak (Fabaceae családjában a lepényfaformák (Caesalpinioideae) egyik nemzetségcsoportja.
A molekuláris genetikai vizsgálatok valószínűsítik, hogy a Cercideae pillangósvirágúak (Fabaceae) legősibb taxonja. A 2000-es évek kutatási eredményei alapján ugyancsak valószínűnek tűnik, hogy a nemzetségcsoportot ki kell emelni a lepényfaformák (Caesalpinioideae) alcsaládjából, és önálló alcsaláddá kell átminősíteni.
Eredetileg trópusi esőerdőkben ének ektomikorrhiza-kapcsolatban egyes gombafajokkal, azonban mára szép virágzatáért több neotropikus fajt — így a júdásfát (Cercis siliquastrum) és az orchideafákat (Bauhinia spp.) — a világ számos trópusi, illetve szubtrópusi éghajlatú vidékén dísznövénynek ültetnek.

## Rendszertani felosztásuk
A nemzetségcsoportok két al-nemzetségcsoportra tagolják:
- Bauhiniinae al-nemzetségcsoport három nemzetséggel:
  - orchideafa (Bauhinia),
  - Brenierea,
  - Tylosema;
- Cercidinae al-nemzetségcsoport három nemzetséggel:
  - Adenolobus,
  - júdásfa (Cercis),
  - Griffonia.

## Lásd még
- pillangósvirágúak (törzsfa)